# U-71 (tàu ngầm Đức) (1940)
U-71 là một tàu ngầm tấn công  Lớp Type VII thuộc phân lớp Type VIIC được Hải quân Đức Quốc Xã chế tạo trong Chiến tranh Thế giới thứ hai. Nhập biên chế năm 1940, nó đã thực hiện được tổng cộng mười chuyến tuần tra, tham gia 17 bầy sói và đánh chìm được năm tàu buôn với tổng tải trọng 38.894 GRT, trước khi được rút về làm nhiệm vụ huấn luyện từ tháng 6, 1943. Khi cuộc xung đột bước vào giai đoạn kết thúc, U-71 bị đánh đắm tại Wilhelmshaven vào ngày 2 tháng 5, 1945, nhằm tránh bị lọt vào tay lực lượng Đồng Minh.

## Thiết kế và chế tạo

### Thiết kế

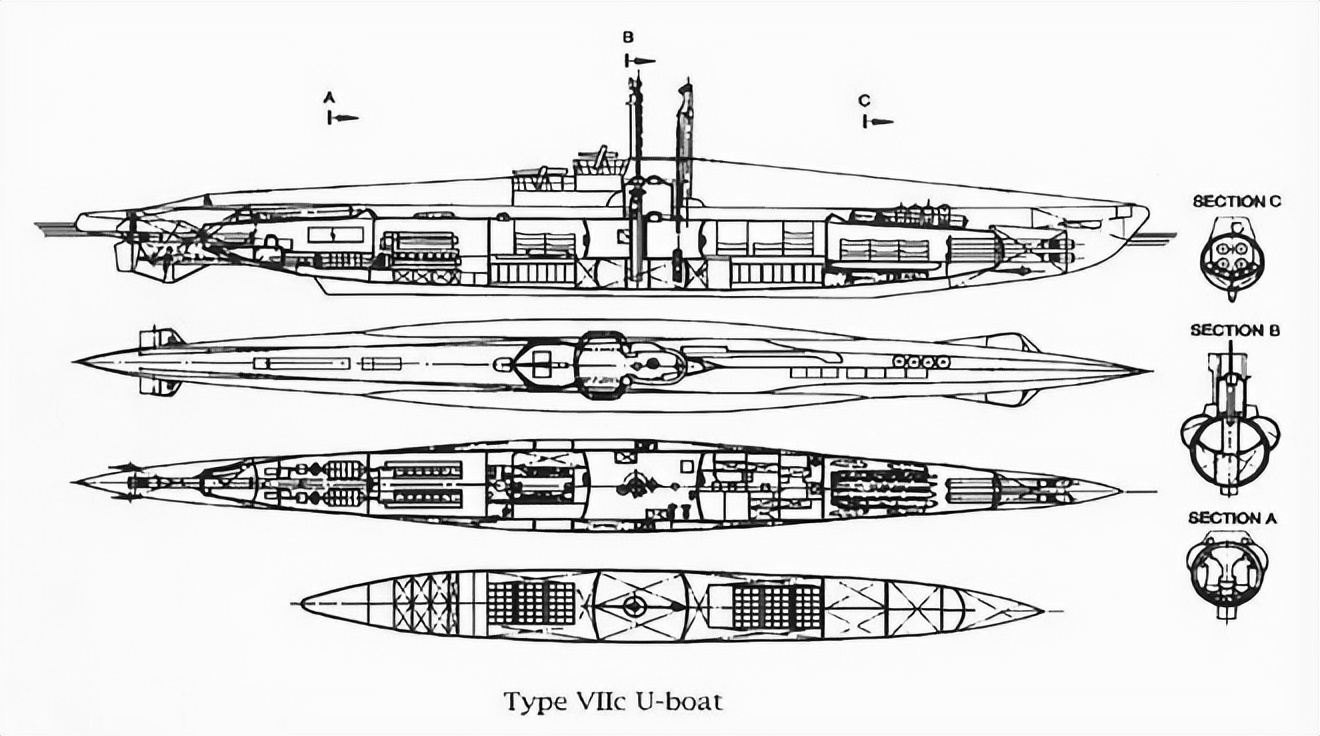
Sơ đồ các mặt cắt một tàu ngầm Type VIIC

Phân lớp VIIC của Tàu ngầm Type VII là một phiên bản VIIB được kéo dài thêm. Chúng có trọng lượng choán nước 769 t (757 tấn Anh) khi nổi và 871 t (857 tấn Anh) khi lặn). Con tàu có chiều dài chung 67,10 m (220 ft 2 in), lớp vỏ trong chịu áp lực dài 50,50 m (165 ft 8 in), mạn tàu rộng 6,20 m (20 ft 4 in), chiều cao 9,60 m (31 ft 6 in) và mớn nước 4,74 m (15 ft 7 in).
Chúng trang bị hai động cơ diesel Germaniawerft F46 siêu tăng áp 6-xy lanh 4 thì, tổng công suất 2.800–3.200 PS (2.100–2.400 kW; 2.800–3.200 bhp), dẫn động hai trục chân vịt đường kính 1,23 m (4,0 ft), cho phép đạt tốc độ tối đa 17,7 kn (32,8 km/h), và tầm hoạt động tối đa 8.500 nmi (15.700 km) khi đi tốc độ đường trường 10 kn (19 km/h). Khi đi ngầm dưới nước, chúng sử dụng hai động cơ/máy phát điện AEG GU 460/8–27  tổng công suất 750 PS (550 kW; 740 shp). Tốc độ tối đa khi lặn là 7,6 kn (14,1 km/h), và tầm hoạt động 80 nmi (150 km) ở tốc độ 4 kn (7,4 km/h). Con tàu có khả năng lặn sâu đến 230 m (750 ft).
Vũ khí trang bị có năm ống phóng ngư lôi 53,3 cm (21 in), bao gồm bốn ống trước mũi và một ống phía đuôi, và mang theo tổng cộng 14 quả ngư lôi, hoặc tối đa 22 quả thủy lôi TMA, hoặc 33 quả TMB. Tàu ngầm Type VIIC bố trí một hải pháo 8,8 cm SK C/35 cùng một pháo phòng không 2 cm (0,79 in) trên boong tàu. Thủy thủ đoàn bao gồm 4 sĩ quan và 40-56 thủy thủ.

### Chế tạo
U-71 được đặt hàng vào ngày 25 tháng 1, 1939, và được đặt lườn tại xưởng tàu của hãng Friedrich Krupp Germaniawerft tại Kiel vào ngày 21 tháng 12, 1939. Nó được hạ thủy vào ngày 31 tháng 10, 1940, và nhập biên chế cùng Hải quân Đức Quốc Xã vào ngày 14 tháng 12, 1940 dưới quyền chỉ huy của Hạm trưởng, Thiếu tá Hải quân Walter Flachsenberg.

## Lịch sử hoạt động

### 1941
U-71 tiến hành chạy thử máy và huấn luyện trong thành phần Chi hạm đội U-boat 7 cho đến ngày 31 tháng 5, 1941.

#### Chuyến tuần tra thứ nhất
U-71 khởi hành từ Kiel vào ngày 14 tháng 6 cho chuyến tuần tra đầu tiên trong chiến tranh. Chiếc tàu ngầm băng qua khe GIUK giữa quần đảo Faroe và Iceland để vòng qua quần đảo Anh và đi đến khu vực tuần tra về phía Tây Scotland và Ireland (Khu vực Tiếp cận phía Tây). Vào ngày 25 tháng 6, đang khi tìm cách xâm nhập vào một đoàn tàu vận tải, nó bị tàu corvette Anh HMS Gladiolus phát hiện, nên buộc phải lặn xuống né tránh. Gladiolus sau đó thả tổng cộng 30 quả mìn sâu trong năm lượt tấn công, rồi có thêm tàu corvette HMS Nasturtium đến trợ giúp, thả thêm sáu quả mìn sâu khác. U-71 chạy thoát khỏi khu vực, nhưng bị hư hại tháp chỉ huy bởi một quả mìn của Gladiolus. Chiếc tàu ngầm kết thúc chuyến tuần tra và đi đến cảng St. Nazaire bên bờ biển Đại Tây Dương của Pháp đã bị Đức chiếm đóng, đến nơi vào ngày 2 tháng 7.

#### Chuyến tuần tra thứ hai và thứ ba
Trong chuyến tuần tra thứ hai kéo dài từ ngày 2 tháng 8 đến ngày 7 tháng 9, U-71 hoạt động tại Khu vực Tiếp cận phía Tây nhưng không đánh chìm được mục tiêu nào.
U-71 lại xuất phát từ St. Nazaire vào ngày 29 tháng 9 cho chuyến tuần tra thứ ba để hoạt động ngoài khơi vịnh Biscay và bờ biển Bồ Đào Nha. Vào ngày 26 tháng 10, U-71 tấn công Đoàn tàu HG 75 ở phía Đông lối ra vào eo biển Gibraltar, và đã phóng bốn quả ngư lôi tấn công một tàu hộ tống, nhưng bị trượt khỏi mục tiêu. Đối phương phản công bằng các đợt mìn sâu trong suốt bảy giờ tiếp theo, khiến chiếc tàu ngầm bị hư hại đáng kể. Nó buộc phải kết thúc sớm chuyến tuần tra và quay trở về cảng St. Nazaire vào ngày 31 tháng 10.

### 1942

#### Chuyến tuần tra thứ tư và thứ năm
Trong chuyến tuần tra thứ tư kéo dài từ ngày 18 tháng 12, 1941 đến ngày 21 tháng 1, 1942, U-71 hoạt động tiếp tục ở phía Đông lối ra vào eo biển Gibraltar, tuy nhiên nó vẫn không đánh chìm được mục tiêu nào.
U-71 khởi hành từ cảng St. Nazaire vào ngày 23 tháng 2 cho chuyến tuần tra thứ năm. Chiếc tàu ngầm băng qua suốt Đại Tây Dương để hoạt động dọc theo vùng bờ biển Đại Tây Dương của Hoa Kỳ. Tại đây chỉ trong vòng nữa tháng (từ ngày 17 tháng 3 đến ngày 1 tháng 4) nó đã đánh chìm năm tàu buôn Anh, Hoa Kỳ và Na Uy với tổng tải trọng 38.894 GRT. Khi kết thúc chuyến tuần tra, U-71 quay trở về cảng La Pallice tại thành phố La Rochelle, Pháp vào ngày 20 tháng 4.

#### Chuyến tuần tra thứ sáu, thứ bảy và thứ tám
Xuất phát từ La Pallice, U-71 thực hiện chuyến tuần tra thứ sáu từ ngày 11 tháng 6 đến ngày 20 tháng 6 phía Tây vịnh Biscay, nhưng đã không tìm thấy mục tiêu nào, nên quay về cảng St. Nazaire. Nó tiếp tục các chuyến tuần tra thứ bảy (từ 4 tháng 7 đến 15 tháng 8) và thứ tám (từ 5 tháng 10 đến 17 tháng 11) từ căn cứ St. Nazaire để hoạt động tại khu vực giữa Bắc Đại Tây Dương, nhưng vẫn không ghi thêm được chiến công nào khác.

### 1943

#### Chuyến tuần tra thứ chín
U-71 khởi hành từ cảng St. Nazaire vào ngày 23 tháng 12, 1942 cho chuyến tuần tra thứ chín. Nó hoạt động tại Khu vực Tiếp cận phía Tây cho đến tận phía Đông Nam Greenland, nhưng vẫn không bắt gặp mục tiêu nào phù hợp, nên kết thúc chuyến tuần tra và quay trở về St. Nazaire vào ngày 12 tháng 2, 1943.

#### Chuyến tuần tra thứ mười
Trong chuyến tuần tra cuối cùng xuất phát từ St. Nazaire vào ngày 27 tháng 3 để hoạt động tại vùng biển Bắc Đại Tây Dương, U-71 mắc tai nạn va chạm với tàu ngầm U-631 ở phía Nam Greenland vào ngày 17 tháng 4, 1943, nên phải quay trở về cảng Königsberg tại khu vực biển Baltic để sửa chữa, đến nơi vào ngày 1 tháng 5.

### 1943 - 1945
Sau đó vào ngày 1 tháng 6, 1943, U-71 được điều về Chi hạm đội U-boat 24 để phục vụ như một tàu huấn luyện.  Nó được điều sang Chi hạm đội U-boat 26 vào 1 tháng 7, 1944, cũng trong vai trò huấn luyện. Vào giai đoạn kết thúc Thế Chiến II, theo dự định của kế hoạch Regenbogen, U-71 bị đánh đắm tại Wilhelmshaven vào ngày 2 tháng 5, 1945, để tránh lọt vào tay lực lượng Đồng Minh.

### "Bầy sói" tham gia
U-71 từng tham gia 17 bầy sói:
- Grönland (10 – 27 tháng 8, 1941)
- Bosemüller (28 tháng 8 – 2 tháng 9, 1941)
- Seewolf (2 – 3 tháng 9, 1941)
- Breslau (2 – 29 tháng 10, 1941)
- Seeräuber (21 – 23 tháng 12, 1941)
- Seydlitz (27 tháng 12, 1941 – 16 tháng 1, 1942)
- Endrass (12 – 16 tháng 6, 1942)
- Wolf (13 – 30 tháng 7, 1942)
- Pirat (31 tháng 7 – 3 tháng 8, 1942)
- Steinbrinck (3 – 7 tháng 8, 1942)
- Panther (10 – 20 tháng 10, 1942)
- Veilchen (20 tháng 10 – 7 tháng 11, 1942)
- Falke (28 tháng 12, 1942 – 19 tháng 1, 1943)
- Landsknecht (19 – 28 tháng 1, 1943)
- Hartherz (3 – 7 tháng 2, 1943)
- Adler (7 – 13 tháng 4, 1943)
- Meise (13 – 17 tháng 4, 1943)

### Tóm tắt chiến công
U-69 đã đánh chìm được năm tàu buôn với tổng tải trọng 38.894 GRT:
| Ngày             | Tên tàu     | Quốc tịch      | Tải trọng | Số phận      |
| ---------------- | ----------- | -------------- | --------- | ------------ |
| 17 tháng 3, 1942 | Ranja       | Norway         | 6.355     | Bị đánh chìm |
| 20 tháng 3, 1942 | Oakmar      | United States  | 5.766     | Bị đánh chìm |
| 26 tháng 3, 1942 | Dixie Arrow | United States  | 8.046     | Bị đánh chìm |
| 31 tháng 3, 1942 | San Gerado  | United Kingdom | 12.915    | Bị đánh chìm |
| 1 tháng 4, 1942  | Eastmoor    | United Kingdom | 5.812     | Bị đánh chìm |